# Домик красавицы
«Домик красавицы» — склеп, предположительно XI века, находится в высокогорном бывшем древнем селении Мозарга Галанчожского района Чеченской Республики.

## История
По одной из легенд, повествующих о строительстве данного склепа, гласит: Акберд пришел в эти горы в давние времена. Он обосновался в ауле Геличе, что входит в Ялхоройское общество. В высокогорной местности Мозарг где стоят башни. В них жил род Цесе-някан. Затем в старинных преданий сообщается о гибели дочери Акберда. «В давние времена одна девушка, у которой были состоятельные родители, полюбила юношу из бедного рода. Чтобы предотвратить брак, родители девушки поставили юноше условие: в жены он сможет её взять только в том случае, если сумеет перескочить глубокую расщелину в скале. Юноша не смог перескочить через расщелину, а девушка затем умерла от горя. Для неё и был возведен этот склеп». Предположительно это та самая расщелина, разделяющая два берега реки Гехи, которая находится под скалой, на которой и располагается «Домик Красавицы».
По другой версии которая является более достоверной это солнечный могильник, известный в старину как Медан каш — Могила Меда. По преданию, в которой говорится, что этот склеп был возведен для погребения самого предводителя аккинцев — легендарного Меда (Воккхалла). Со временем этот могильник стал последним пристанищем и для его умерших родственников. Справа от склепа, ближе к горному хребту, на крутом утесе возвышается башня Дисхи (чеч. останься вода).
В конце 1977 года 2 склепа и башню обследовал и запечатлел известный журналист фотограф Игорь Пальмин. В сентябре 2016 года экспедиция «Неизвестная Чечня» изучила памятники природы и архитектуры в этом районе, — во главе с Хизаром Яхъяевым, заведующим отделом природы и охраны объектов культурного наследия Аргунского государственного историко-архитектурного природного музея-заповедника.

## Описание

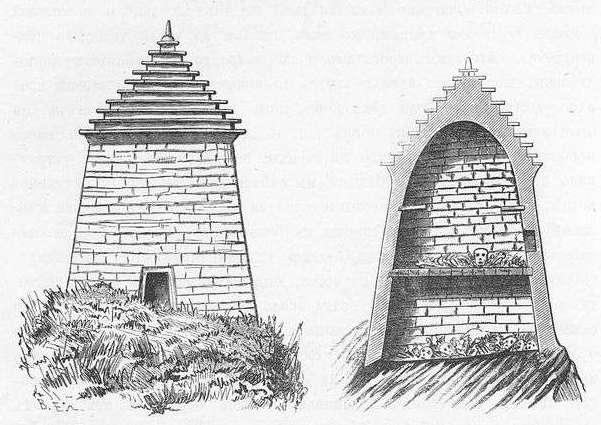
Наружный вид чеченской усыпальницы с пирамидальным покрытием, справа разрез той же усыпальницы. Рисунок Всеволода Миллера. 1886 год.

«Домик красавицы», располагается на высоком скалистом выступе — своеобразном пьедестале, выдающемся из горного массива и, нависающем над руслом реки.
Склеп представлял собой двухуровневое прямоугольное строение из камня с двускатной пятиступенчатой пирамидальной кровли из плоских каменных плит. От многих типичных солнечных могильников он выделяется большими размерами, отсутствием внутренних полок, на котором обычно располагаются останки умерших, и входом-лазом на второй уровень с боковой стороны склепа. Стенка переднего фасада в виде арки с низким по размерам прямоугольным входом (0,7 м на 0,5 м) на высоте 0,6 м от земли. Глубина арки — 0,5 м. На заднем фасаде крупный, продолговатый угловой камень с петроглифами. Размеры склепа: длина — 8 м, ширина — 2,5 м, высота арки (без верхней части) — 2,35 м, толщина стены — 0,5 м. Как и у всех подобных зданий, вход в склеп обращен на юг, солнечную сторону. Стены заштукатурены желтоватым раствором.
На одной из стен склепа сохранилась надпись, предположительно на древнем грузинском языке, который вышел из употребления в этих краях ещё в XI веке. Надпись на данное время не расшифрована.

## Галерея

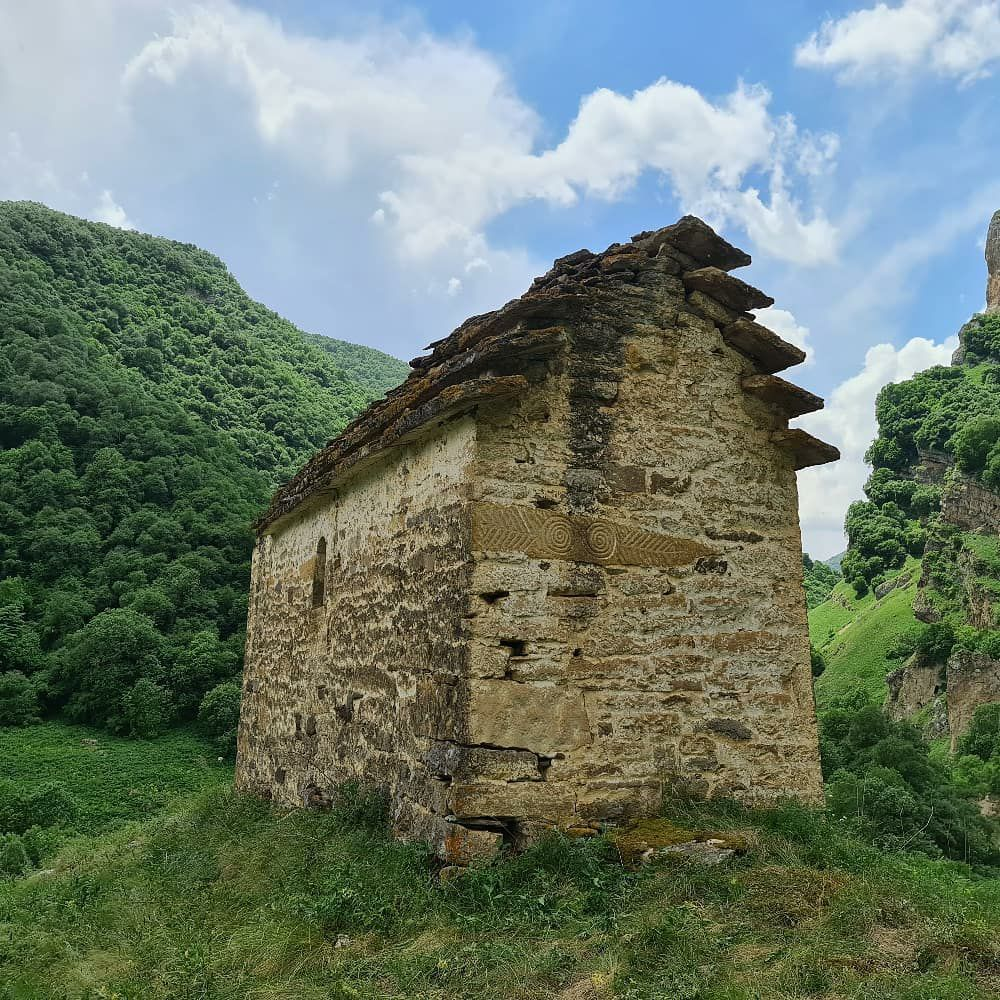
Петроглиф (солярный знак) в виде двойной спирали на стене склепа.